# دونالد ديفيس (حكواتي)
دونالد ديفيس (بالإنجليزية: Donald Davis)‏ (1944، وينزفيل في الولايات المتحدة)؛ كاتب، كاتب للأطفال وروائي أمريكي.